# Ljusseveka
Ljusseveka en bebyggelse i Värnamo socken strax norr om  Värnamo i Värnamo kommun i Jönköpings län. Bebyggelsen klassades till 2015 som en del av tätorten Värnamo, för att 2020 klassas som en separat småort som avregistrerades vid avgränsningen 2023